# Fabrezan
Fabrezan is een gemeente in het Franse departement Aude (regio Occitanie). De plaats maakt deel uit van het arrondissement Narbonne. Fabrezan telde op 1 januari 2022 1.254 inwoners.

## Geografie
De oppervlakte van Fabrezan bedroeg op 1 januari 2022 28,62 vierkante kilometer; de bevolkingsdichtheid was toen 43,8 inwoners per km². De Orbieu stroomt door de gemeente.
De onderstaande kaart toont de ligging van Fabrezan met de belangrijkste infrastructuur en aangrenzende gemeenten.

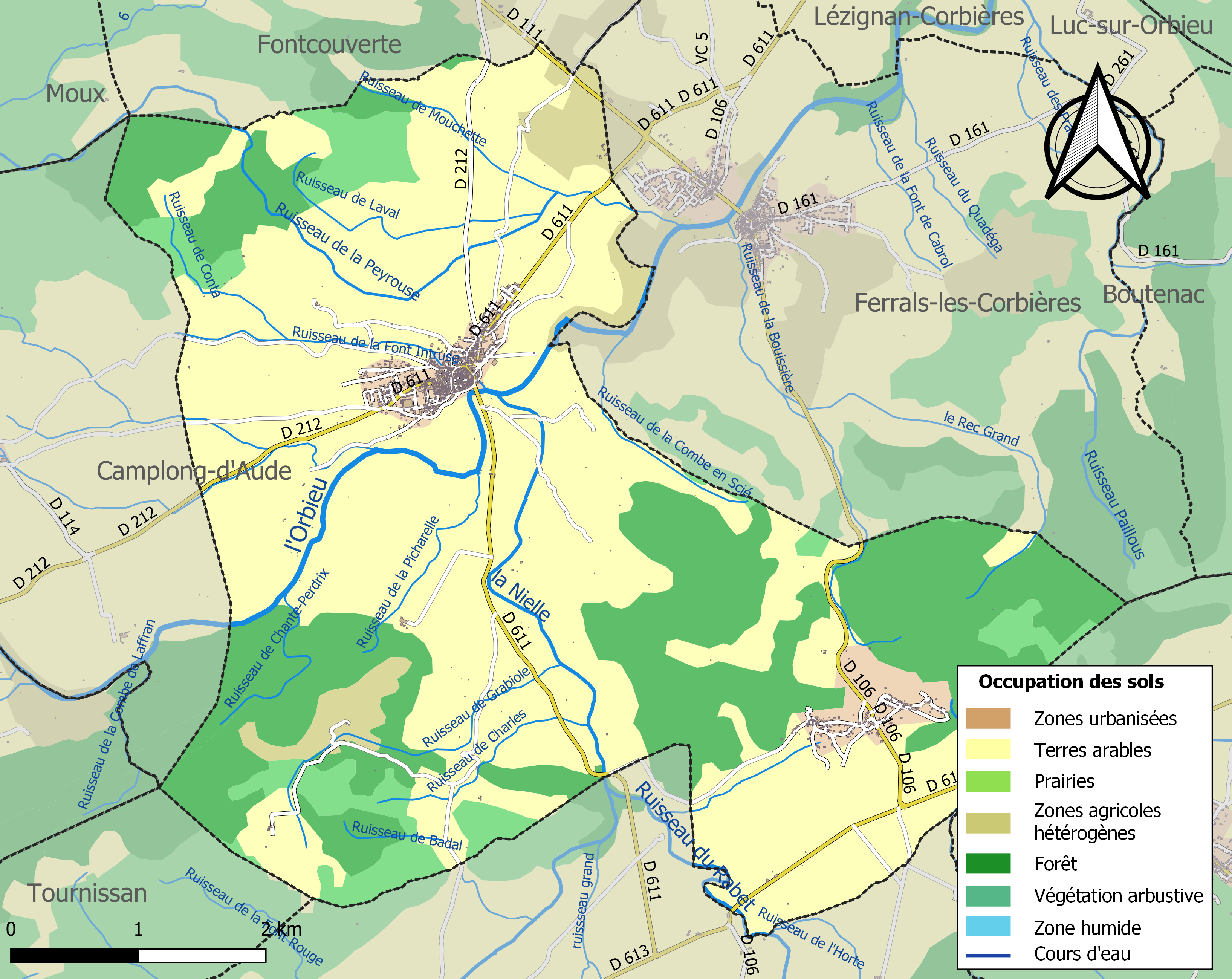

## Demografie
Onderstaande figuur toont het verloop van het inwonertal (bron: INSEE-tellingen).

Vanwege een beveiligingsprobleem met de MediaWiki Graph-software is het momenteel niet mogelijk deze grafiek weer te geven. Zodra de software is bijgewerkt zal de grafiek vanzelf weer zichtbaar worden.

## Geboren
- Charles Cros (1842-1888), dichter en uitvinder